# Древе (династия художников)
Древе́ (фр. Drevet) — знаменитая семья французских рисовальщиков и гравёров эпохи «Большого стиля» времени правления короля Людовика XIV и последующих лет. Их слава началась с Пьера Старшего, выдающегося мастера гравюры резцом по меди, была поддержана его сыном Пьером-Имбером (1697—1739) и племянником Клодом (1705—1781). Представители семьи Древе более ста лет были ведущими портретистами и мастерами репродукционной гравюры.

## Биография Пьера Древе Старшего

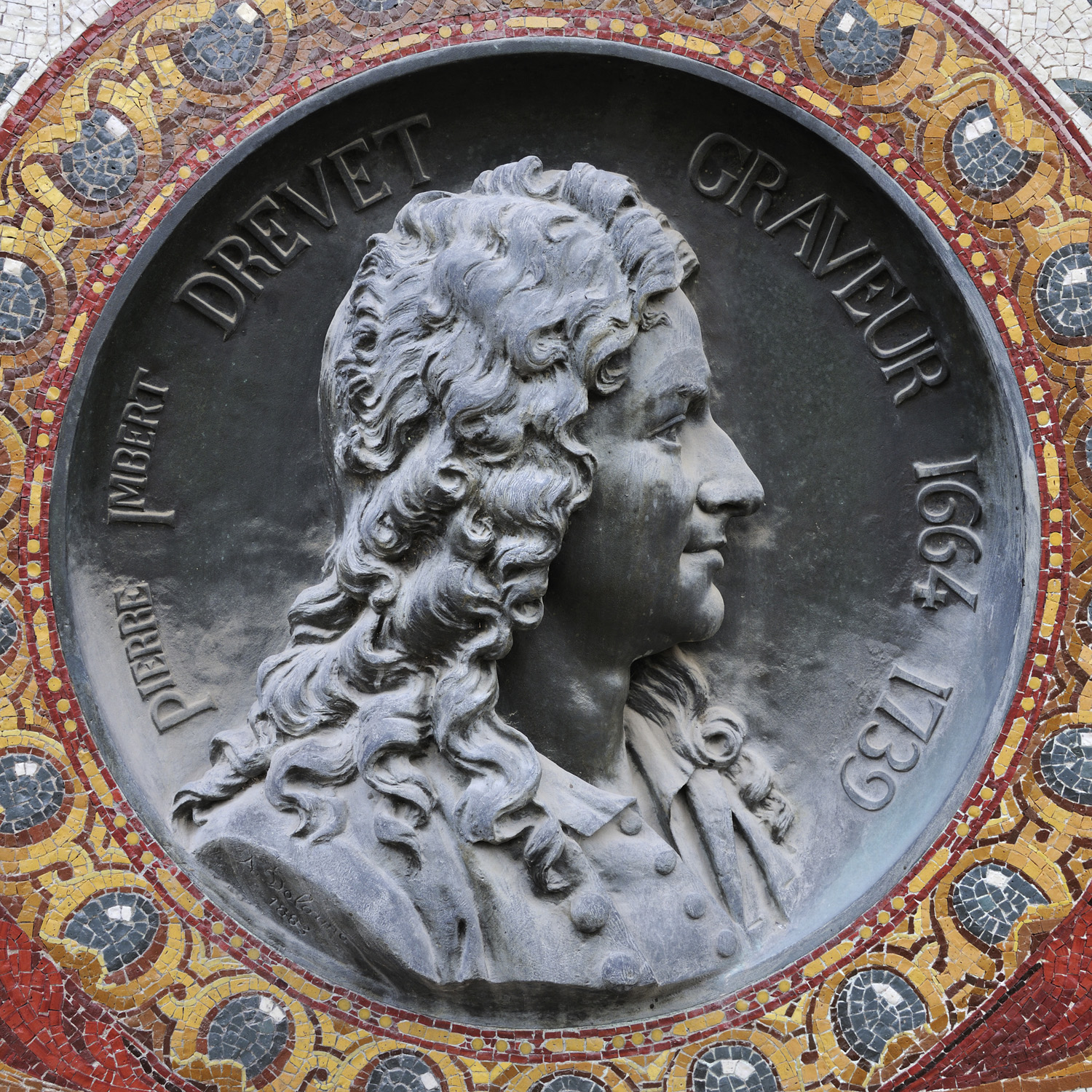
Ж.-А. Делорм. Медальон с портретом П. Древе

Пьер Древе Старший (20 июля 1663, Луара-сюр-Рон — 9 августа 1738, Париж) родился в Луаре-сюр-Рон, недалеко от Лиона, в семье Этьена Древе, и начал свое обучение у Жермена Одрана в Лионе, продолжив у его брата, рисовальщика-орнаменталиста и гравёра Жерара Одрана в Париже. Его успехи были быстрыми, и в 1696 году он стал придворным гравёром короля. Он подружился с живописцем-портретистом Гиацинтом Риго, который направил его творчество на графическое воспроизведение живописных портретов и учил его рисованию. В 1692 году Древе начал работать самостоятельно и открыл в Париже собственную печатную мастерскую и издательство гравюр.
27 августа 1707 года Пьер Древе был принят в члены Королевской Академии живописи и скульптуры за гравюру с портретом придворного архитектора Робера де Кота по живописному оригиналу Риго. Всего известно сто двадцать пять гравюр Пьера Древе Старшего, чаще он гравировал по живописным оригиналам Гиацинта Риго (сорок одна гравюра), в том числе воспроизвёл знаменитый портрет короля Людовика XIV (1712), девять гравюр выполнено по картинам Никола де Ларжильера. Риго для своих значительных по размеру парадных портретов маслом обычно готовил крупноформатные и тщательно проработанные подготовительные рисунки итальянским карандашом и мелом по тонированной бумаге и Древе гравировал по этим рисункам, а не по самим картинам. Но Риго контролировал эту работу и часто её корректировал. В этих дружеских отношениях Пьер Древе брал на себя и всю коммерческую сторону по реализации гравюр.
Пьер Древе работал в традициях и под влиянием школы гравюры резцом выдающихся французских мастеров: Жерара Эделинка и Робера Нантёйля. Он добавил к этому приёмы виртуозной передачи фактуры различных материалов: тканей, парчи, шёлка и бархата. Члены семьи Древе и, прежде всего, Пьер, культивировали работу чистым резцом (без сочетания с офортным штрихом), в работе с которым «достигли большой виртуозности».
Гравюры Древе представляли собой в основном портреты выдающихся людей Франции. Среди них, помимо парадных образов королей Людовика XIV и Людовика XV, — портрет Жана-Батиста Кольбера (1700), кроме того — портрет английского короля Карла II. Последние годы жизни Древе работал вместе с сыном Пьер-Имбером Древе (22 июня 1697 — 27 апреля 1739), прозванным Младшим Пьером, который родился и умер в Париже. Многие гравюры они выполняли для издания «Королевского кабинета».
Отец и сын Древе сами занимались коммерцией, продавая свои гравюры, для чего оборудовали выставочный зал в собственном доме (в дальнейшем они приобрели выставочный зал во дворце Лувра).

## Пьер-Имбер Древе Младший
Пьера Младшего обучал отец, и он начал заниматься гравюрой с тринадцати лет. Сначала гравировал по картинам первого живописца короля Шарля Лебрена, но вскоре выработал собственный стиль. Он был постоянным сотрудником отца. В 1723 году Пьер-Имбер закончил портрет кардинала Боссюэ по картине Риго. В 1724 году был награвирован портрет кардинала Дюбуа; в 1730 году — портрет Адриенны Лекуврёр, знаменитой актрисы труппы «Комеди Франсез». Для гравюры с изображением финансиста Сэмюэлa Бернара по картине Риго, последний сам сделал подготовительный рисунок. Помимо портретов, Пьер-Имбер создал множество религиозных и исторических гравюр, главным образом по оригиналам художников семьи Куапель. Солнечный удар (1726) привёл Пьера Древе к синдрому периодической умственной отсталости, которая продолжалась тринадцать лет до самой его кончины, но он продолжал заниматься гравированием. Как члену Академии король повелел выделить ему апартаменты в Лувре. Среди его учеников были художники Франсуа и Жак Шеро и Симон Валле.

## Клод Древе
Клод Древе (1705, Париж — 1782) был племянником и учеником Пьера Старшего и поначалу следовал традициям старших членов семьи, сформировав вокруг себя кружок собственных помощников. Когда Пьер-Имбер умер, его комнаты в Лувре были отданы Клоду, который, как сообщается, начал растрачивать почти все деньги, оставленные ему его дядей и двоюродным братом. В 1739 году он возглавил семейную мастерскую, гравировал портреты Анри Освальда, кардинала Овернского, по картинам Риго, и Шарля-Гаспара-Гийома де Вентимиль дю Люк, архиепископа Парижского, также по Риго. Однако как гравёр он «менее интересен; в основном он занимался тиражированием работ Пьера и Пьера-Имбера и торговлей оттисками их гравюр».

## Галерея

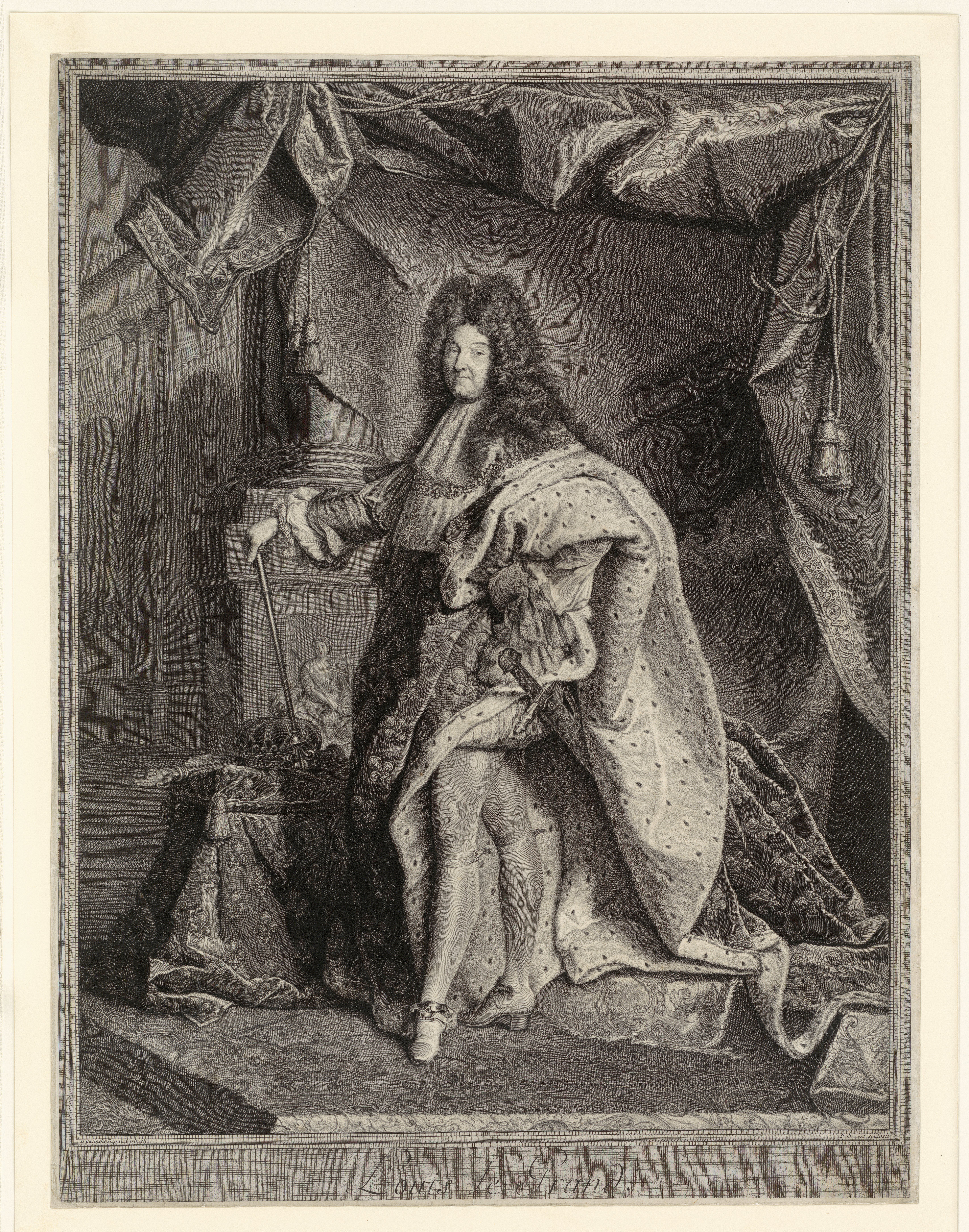
П. Древе Старший. Портрет короля Людовика XIV. По оригиналу Г. Риго. Между 1701 и 1738. Резец, офорт
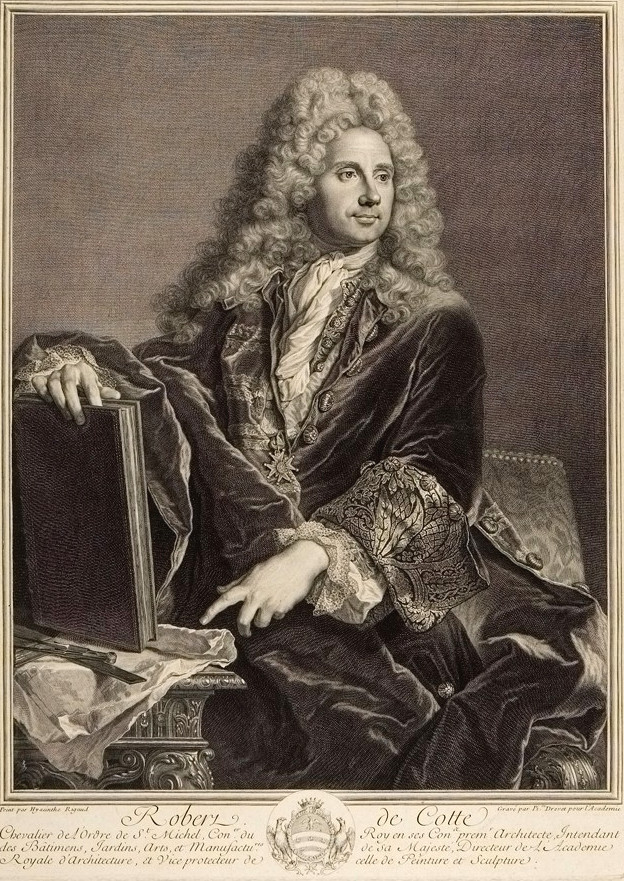
П. Древе Старший. Портрет архитектора Р. де Кота. По оригиналу Г. Риго. Резец, офорт
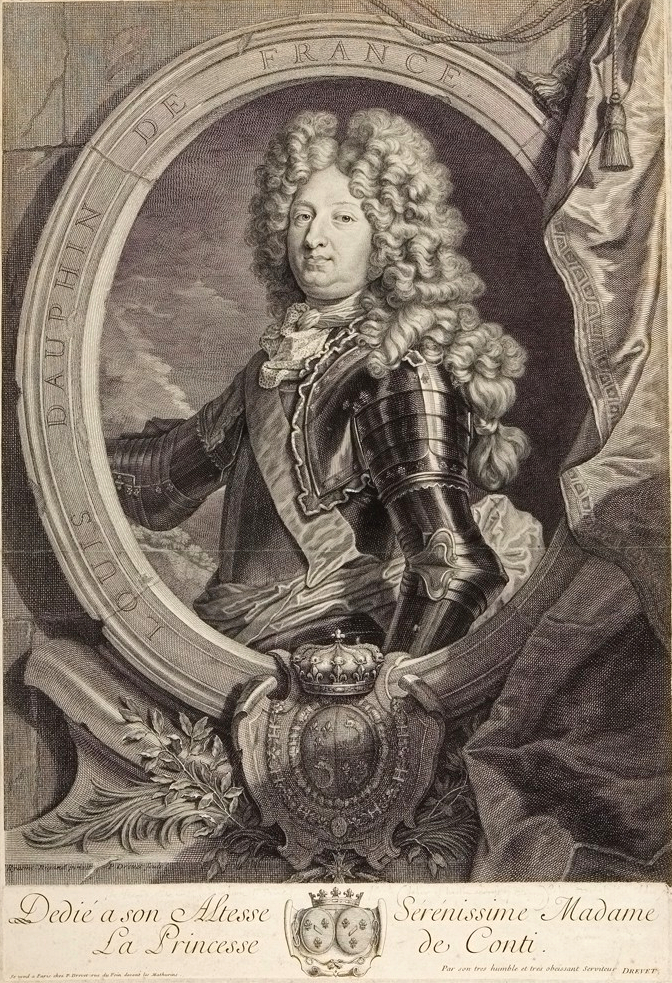
П. Древе Старший. Луи Дофин Франции. По оригиналу Г. Риго. Офорт
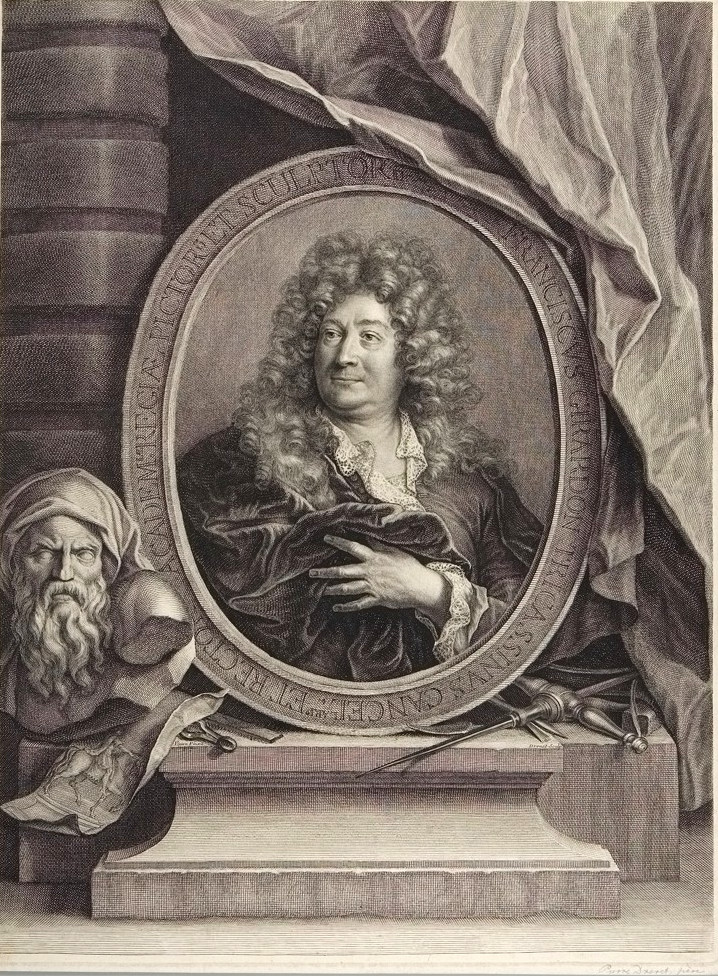
П. Древе Старший. Портрет скульптора Ф. Жирардона. По оригиналу Ж. Вивьена. Резец, офорт
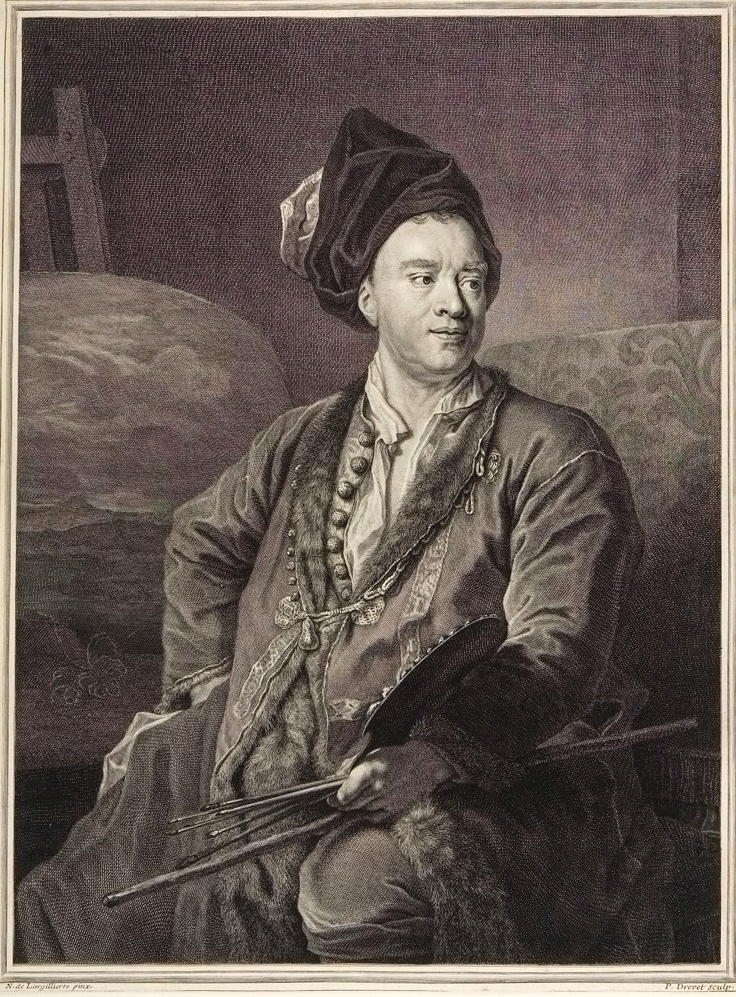
П. Древе Старший. Портрет живописца Ж.-Б. Фореста. По оригиналу Н. де Ларжильера. Резец
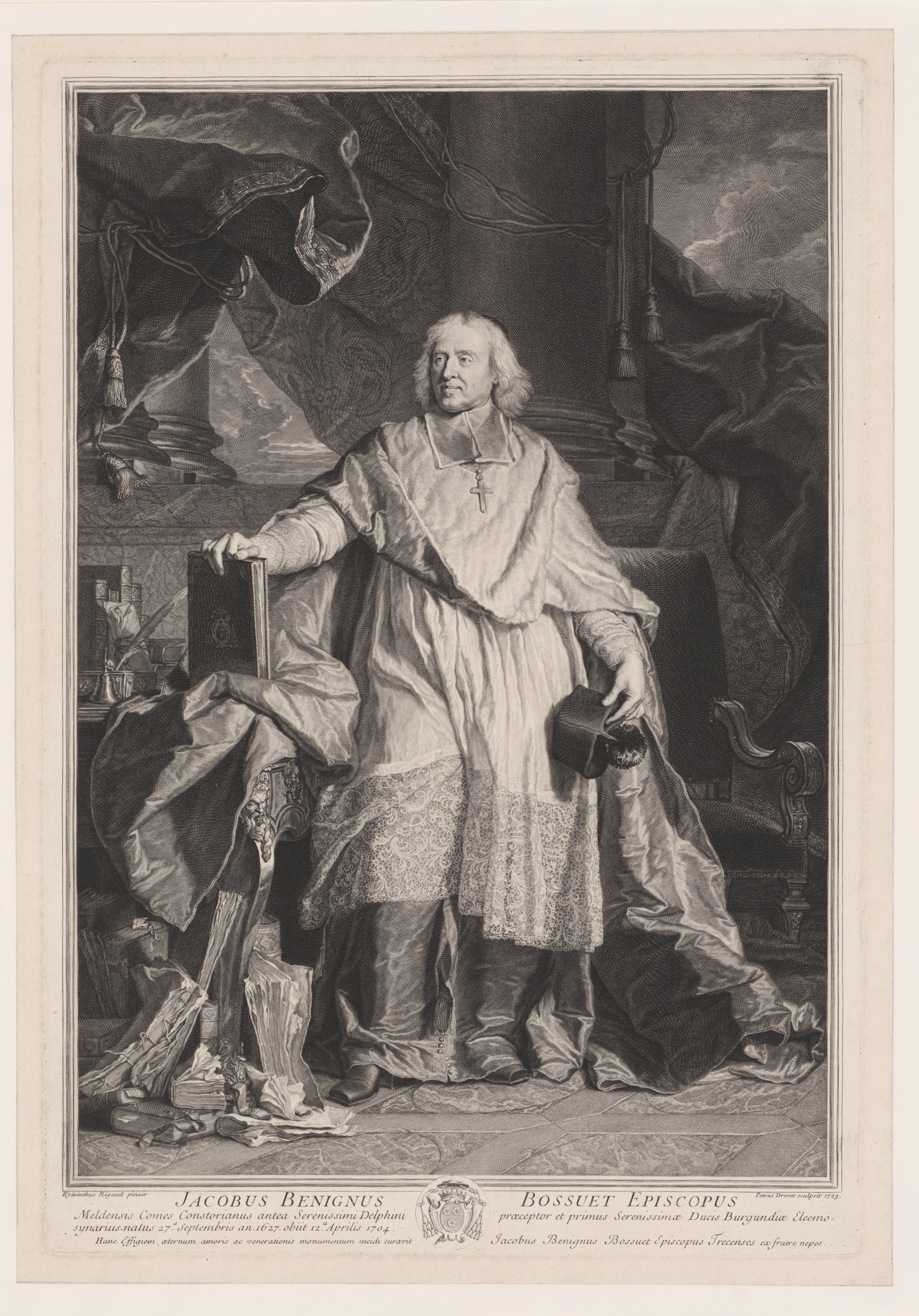
Пьер-Имбер Древе Младший. Портрет епископа Ж.-Б. Боссюэ по оригиналу Г. Риго. 1723. Резец
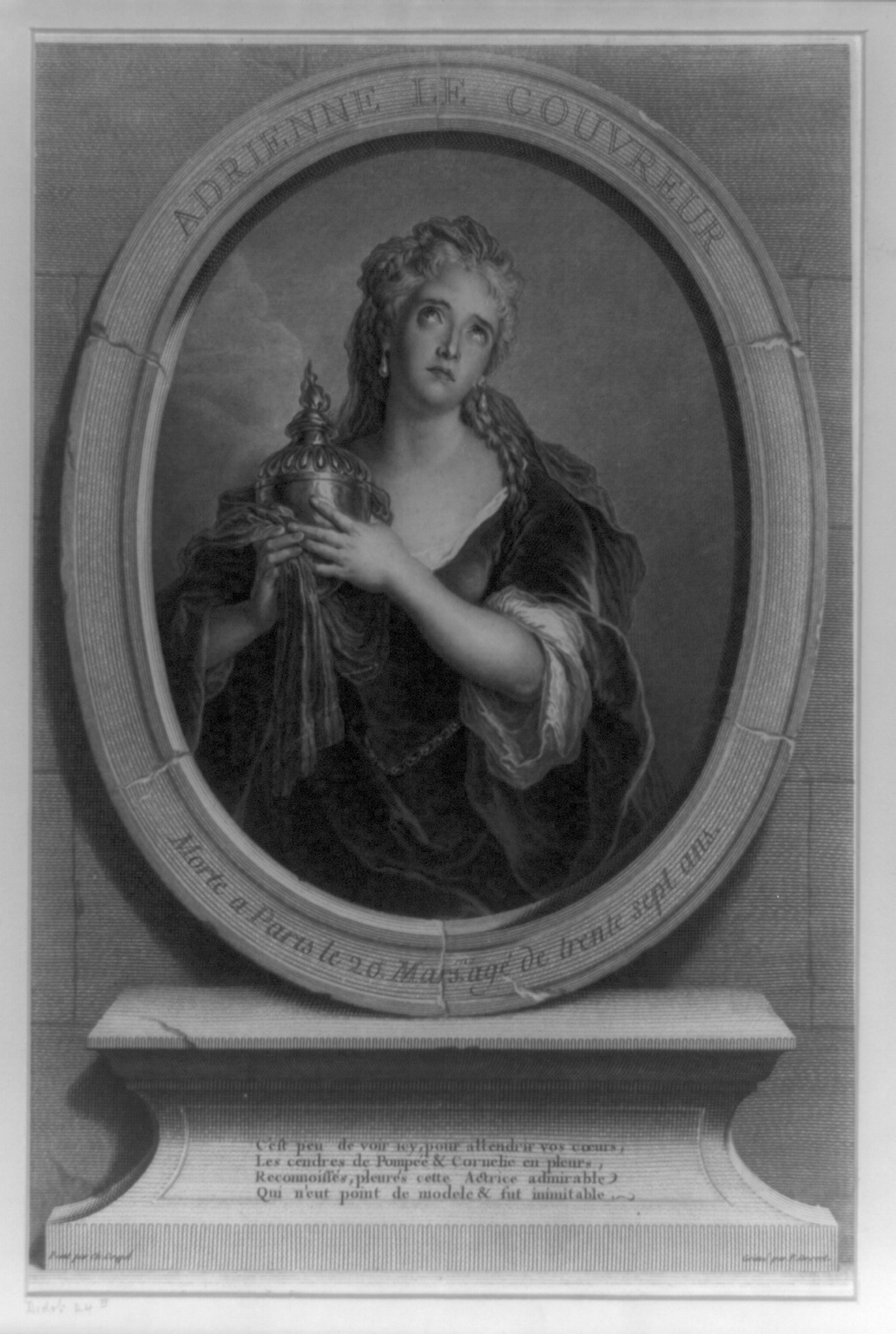
Пьер-Имбер Древе Младший. Портрет Адриенны Лекуврёр. По оригиналу Ш.-А. Куапеля. 1730. Резец